# Henry Latimer
Henry Latimer (Newport, 1752. április 24. – Philadelphia, 1819. december 19.) az Amerikai Egyesült Államok szenátora (Delaware, 1795–1801).